# Із зав'язаними очима
«Із зав'язаними очима» (англ. Blindfold) — український фільм-драма режисера Тараса Дроня, з Мариною Кошкіною в головній ролі.

## Сюжет
Спортсмен змішаних єдиноборств Денис поїхав воювати на Схід України й не повернувся. Його дівчина Юлія, яка також займається MMA, намагається побудувати нове життя, зустрічає нове кохання, і щоб втекти від постійного психологічного тиску з боку знайомих, вона завершує свою спортивну кар'єру. В цей час мама Дениса отримує сумнівне SMS-повідомлення, що її син живий і негайно потребує грошей на операцію.

## Зйомки
Фільм знімали переважно у Львові. За словами режисера, він хотів створити у фільмі універсальне українське місто, тому використано не дуже відомі локації. З цією ж метою мова персонажів є літературною, а не розмовною чи суржиком.

## Нагороди
- 2019 — Переможець пітчингу Boat Meeting Київського кінофестивалю «Молодість»
- 2020 — Переможець у конкурсі Перших та других повнометражних робіт Варшавського кінофестивалю
- 2021 — Приз ФІПРЕССІ за Найкращий український повнометражний фільм Одеського кінофестивалю[1]